# 菲林蒙高中學區

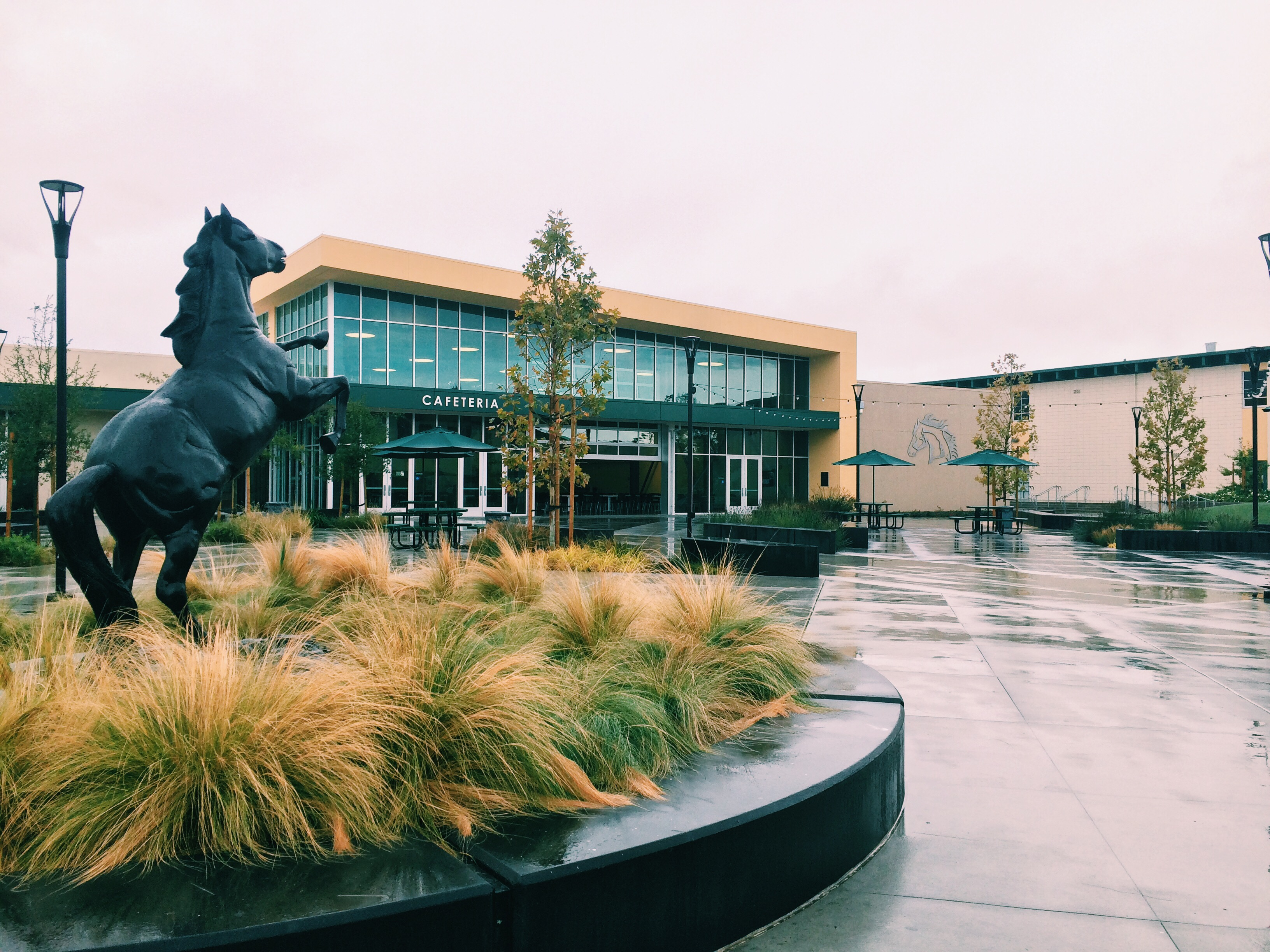
Homestead High School (Cupertino, California)

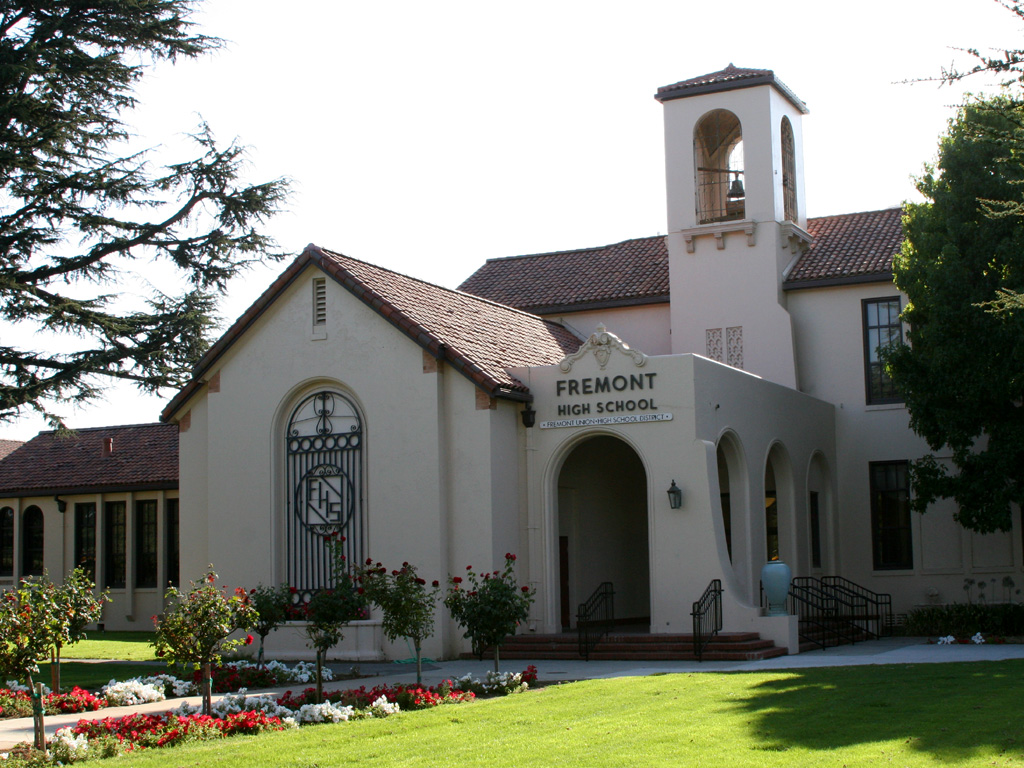
Fremont High School (Sunnyvale, California)

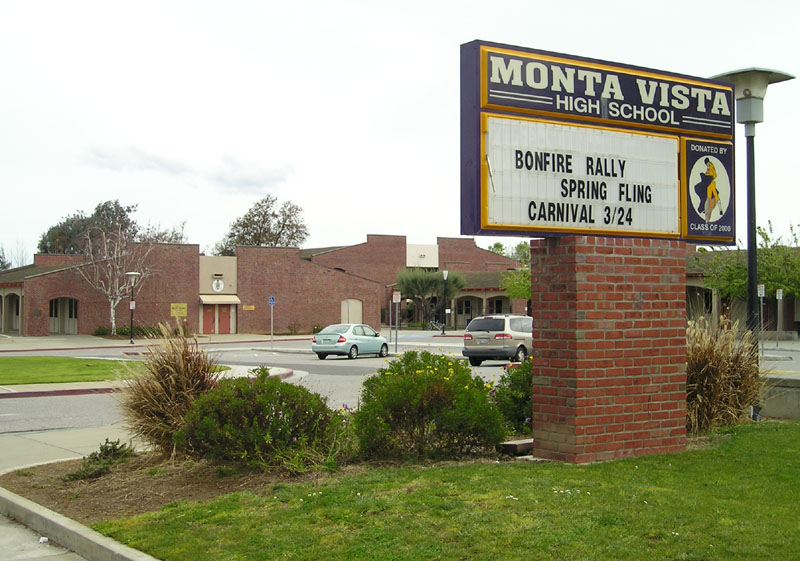
Monta Vista High School

菲林蒙高中學區(Fremont Union High School District,  FUHSD)是加利福尼亚州的学区，总部在森尼韦尔。 教育委員會有1个院长,1个副院长,1个书记和2个会员。
1921年人们组织West Side Union High School District。

## 学校
高中
- Cupertino High School（英语：Cupertino High School）
- Fremont High School（英语：Fremont High School (Sunnyvale, California)）
- Homestead High School（英语：Homestead High School (Cupertino, California)）
- Lynbrook High School（英语：Lynbrook High School）
- Monta Vista High School（英语：Monta Vista High School）